# ヒューマン・リソース・マシーン
『ヒューマン・リソース・マシーン』（Human Resource Machine）は、アメリカのゲームソフト開発会社Tomorrow Corporationが開発したパズルゲーム。Steam、Wii U、iOS、Android、Nintendo Switch向けに配信されている。

## 概要
開発元のTomorrow Corporationは、これまで『グーの惑星』『Little Inferno』といったパズルゲームを手掛けてきたが、今作ではプログラミングを行う過程をパズルゲーム化している。とある企業の社員となったプレイヤーが上司のいる部屋内で自ら組んだプログラム内容に沿って右往左往し課題の達成を目指す。
本作のプログラミングで使用可能な命令は後述のようにわずか11種類で、算術演算命令は加算と減算のみ、条件分岐命令は0か否か、負数か否かの2種類のみといったように最低限のものだけが用意されている。こうした少数の命令を駆使しながら乗算や除算、更には排他的論理和の演算、ヌル終端文字列の処理、フィボナッチ数の列挙、ソート、素因数分解などを実行するプログラムを組むことになる。
2018年には、本作の続編として『セブン・ビリオン・ヒューマンズ』が発売された。

## システム
課題ごとに分かれた各ステージを選択し順番にクリアしていく。途中、高難度のステージに分岐する箇所があるが、これらはクリア必須ではない。
ステージ選択後の画面右にはプログラムを記述するエリアがあり、その傍には使用可能な命令が並んでいる。命令は初めから全てが用意されているわけではなく、ゲームが進行するごとに追加されていく。また、プログラム内にコメントを挿入する機能もゲームの後半で追加される。
プレイヤーがいる部屋には左右にベルトコンベアが設置されている。左側のベルトコンベアからは表面に数字や英字が記された箱が複数運ばれてくる。これらの箱はプログラムを実行する中で全て用いる必要がある。右側のベルトコンベアには与えられた課題の答えとなる箱を載せる。また、序盤のステージを除き、部屋の中央には表面がマス目で区切られ個々に番号が振られたカーペットが敷かれている。このカーペットは箱の仮置きに用いるほか、初めから箱が置かれている場合もある。
画面右で作成したプログラムを実行することでプレイヤーがプログラム通りに動き、その結果、正解となる箱の全てが右側のベルトコンベアに運ばれれば原則クリアとなる。ただし、答えが正しくても、最初の箱が別の数値や英字の時に不正解となる場合、つまり汎用的なプログラムでない場合はクリアにならない。この直後には、反例として、実行すると必ず不正解になる数値や英字の箱が左側のベルトコンベアで運ばれてくる。
画面上方にはプレイヤーの男上司、または女上司が座っている。この上司は、話しかけるとプログラムのヒントや世間話を口にするほか、プログラムの実行時に間違っている箇所があるとプログラムを止め、理由を説明する。
各ステージには、上級者向けの目標として「サイズ目標」と「スピード目標」が設定されている。サイズ目標はプログラムの行数、スピード目標はプログラムのステップ数の最小化をそれぞれ目指す。ステージによっては両方を同時に実現できない場合もある。

## 命令
inbox、outbox、jump系の命令以外は、ゲームの後半から間接参照を使用できるようになる。
inbox
画面左のベルトコンベアの先頭にある箱を持つ。プログラミングにおける入力にあたる。
outbox
画面右のベルトコンベアに手持ちの箱を置く。プログラミングにおける出力にあたる。
copyfrom
カーペットの指定番号に置かれた箱のデータをコピーして手に持つ。
copyto
手持ちの箱のデータをカーペットの指定番号にコピーして置く。手持ちの箱はなくならない。
add
手持ちの箱のデータとカーペットの指定番号に置かれた箱のデータを加算し、その結果が手持ちの箱に上書きされる。
sub
手持ちの箱のデータからカーペットの指定番号に置かれた箱のデータを減算し、その結果が手持ちの箱に上書きされる。英字同士でも使用可能で、アルファベット順の位置差が数値として返る（例： B − A = 1、A − A = 0、A − B = −1）。
bump+
カーペットの指定番号に置かれた箱の数値を1増やし、その数値をコピーして手に持つ。
bump-
カーペットの指定番号に置かれた箱の数値を1減らし、その数値をコピーして手に持つ。
jump
プログラムの指定行までジャンプする。ループ処理にも用いる。
jump if zero
手持ちの箱の値が0の時にプログラムの指定行までジャンプする。
jump if neg
手持ちの箱の値が負の時にプログラムの指定行までジャンプする。

## サウンドトラック
Tomorrow Corporationの公式サイトにて、サウンドトラックが無料配信されている。

## 受賞
13th International Mobile Gaming Awardsにて「Excellence in Innovation」賞を受賞。